# 町野隆風
町野 隆風（まちの たかかぜ）は、戦国時代の武将。大内氏、毛利氏の家臣。父は町野隆治（相模守）。子は町野隆信、孫は長州藩士・町野隆俊。

## 生涯
大内氏家臣・町野隆治の子として生まれる。
石見国鹿足郡津和野の三本松城主・吉見正頼が、毛利元就と結んで陶晴賢を討たんとする姿勢を見せたため、天文22年（1553年）10月に吉見氏討伐のために隆風が出陣し、同年10月12日に長門国阿武郡高佐原で下瀬頼定と戦ったが、敗れている。
弘治元年（1555年）に始まる毛利元就の防長経略において、隆風は長門国阿武郡渡川で吉見正頼と対陣する大内義長に従っていたが、弘治2年（1556年）3月に弟の鶴法師を人質として吉見正頼に送り、先知行の内の一部を安堵されて毛利氏家臣となった。
しかしその後、家子の養いに難渋したため、永禄12年（1569年）に所領の内の長門国大津郡日置庄利生山の半済分1石4斗足と、同郡三隅庄清富院の半済分3石5斗足の地を烏田武通に売却し、同年8月11日付けの国司元武の奉書により、隆風の所領売却と烏田武通の知行が認められた。
没年は不明。